# 조수혁
조수혁(趙秀赫, 1987년 3월 18일~)은 대한민국의 축구 선수다. 포지션은 골키퍼이며, 현재 K리그2 충북 청주 FC 소속이다.

## 구단 경력
건국대학교를 졸업한 후 2008 K리그 드래프트를 통하여 FC 서울에 입단하였으며, 그 해 리그컵에서 2경기를 뛰는 데 그쳤으며 2011년 역시 리그컵 1경기에 출장하였다. 결국 정규 리그에는 한 경기도 출장하지 못한 채, 2013년 인천 유나이티드로 이적하였다.
하지만 인천 이적 후에도 권정혁, 유현 등에게 주전 경쟁에 밀려 7년 동안 한 경기도 출전을 못하다가, 프로 데뷔 8년 만에 2015년 4월 K리그 데뷔전을 소화하여 10경기 동안 4실점을 허용하였다. 그 후, 인천은 조수혁이 출전했을 때 5승 4무 1패를 기록하는 좋은 성적을 기록했다.
그러나, 10월 4일에 열린 성남과의 33라운드 경기에서 부상을 당해 이태희와 교체되어 나갔고, 그가 나간 인천은 황의조에게 결승골을 내줘 0-1로 패배하여 하위스플릿으로 추락하였다.
2015년 11월 12일에는 인천과 재계약을 맺었다.
그 후, 2017년 1월 3일에 정산과 맞트레이드를 통해 울산 현대로 이적하였고, 인천에서 사제지간을 맺었던 김도훈 감독과 재회하였다. 2020 시즌을 앞두고 울산과 재계약을 맺은 뒤 리그 및 FA컵 준우승의 성적을 거두었고 이후 2020년 AFC 챔피언스리그에서는 국가대표 소집 도중 코로나19에 감염되어 경기에 나서지 못한 조현우를 대신해 출장하여 연이은 슈퍼 세이브로 팀의 8년 만에 우승에 일조했다.
그리고, ACL 우승 시상식에서 조현우의 유니폼 들고 우승 세리머니하는 모습을 보여주었다.
그 후, 2021년 8월 17일에 울산과 3년 재계약을 맺었다.
2022년 3월 27일에 열린 포항과의 동해안 더비 경기에선 국가대표에 차출된 조현우를 대신하여 3년 만에 리그 선발 출전하여 2-0 승리를 이끌어냈다.
그리고, 9월 14일에 인천과의 리그 원정 경기에서 무릎 타박상을 당한 조현우와 교체 투입되어 경기를 치뤘고, 9월 18일에 수원 FC와의 홈 경기에 선발 출전하여 2-0 승리를 이끌어냈다.
2022년 10월 16일, 울산이 강원 원정에서 우승을 확정함으로서 조수혁은 울산 현대 소속으로 K리그, FA컵, AFC 챔피언스 리그 세 대회를 모두 우승한 최초의 선수가 됐다.
2024 시즌 후, 울산과 계약이 만료되었고, 2025년 1월 1일에 K리그2 충북 청주 FC로 이적하였다.

## 국가대표팀 경력
2006년 AFC U-20 축구 선수권 대회에 참가하여, '베스트 11'격인 '미래의 아시아 스타'에 선정되었다. 2007년 FIFA U-20 월드컵에 최종 엔트리에 포함되었지만 본선 경기에서 기용되지는 않았다.

## 수상

### 구단

#### FC 서울
- K리그 준우승 1회 (2008년)
- K리그 우승 2회 (2010년, 2012년)
- 리그컵 우승 1회 (2010년)

#### 울산 현대
- FA컵 우승 1회 (2017년)
- FA컵 준우승 3회 (2018년, 2020년, 2024년)
- AFC 챔피언스리그 우승 1회 (2020년)
- K리그 우승 3회 (2022년), (2023년), (2024년)